# Arrast-Larrebieu
Pour les articles homonymes, voir Arrast et Larrebieu.
Arrast-Larrebieu (en basque: Ürrüstoi-Larrabile) est une commune française, située dans le département des Pyrénées-Atlantiques en région Nouvelle-Aquitaine.

## Géographie

### Localisation
La commune d'Arrast-Larrebieu se trouve dans le département des Pyrénées-Atlantiques, en région Nouvelle-Aquitaine.
Elle se situe à 50 km par la route de Pau, préfecture du département, à 30 km d'Oloron-Sainte-Marie, sous-préfecture, et à 11 km de Mauléon-Licharre, bureau centralisateur du canton de Montagne Basque dont dépend la commune depuis 2015 pour les élections départementales. 
La commune fait en outre partie du bassin de vie de Navarrenx.
Les communes les plus proches sont : 
Lichos (2,4 km), Charritte-de-Bas (2,6 km), Angous (2,9 km), Charre (3,0 km), Moncayolle-Larrory-Mendibieu (3,1 km), Espès-Undurein (3,8 km), Nabas (4,8 km), Berrogain-Laruns (5,5 km).
Sur le plan historique et culturel, Arrast-Larrebieu fait partie de la province de la Soule, un des sept territoires composant le Pays basque,. La Basse-Navarre en est la province la plus variée en ce qui concerne son patrimoine, mais aussi la plus complexe du fait de son morcellement géographique. Depuis 1999, l'Académie de la langue basque ou Euskalzaindia divise le territoire du Labourd en six zones,. La Soule, traversée par la vallée du Saison, est restée repliée sur ses traditions (mascarades, pastorales, chasse à la palombe, etc). Elle se divise en Arbaille, Haute-Soule et Basse-Soule, dont fait partie la commune.

### Communes limitrophes
Les communes limitrophes sont  Angous, Berrogain-Laruns, Castetnau-Camblong, Charre, Charritte-de-Bas, Espès-Undurein, Moncayolle-Larrory-Mendibieu et Viodos-Abense-de-Bas.
|                      | Charre                                | Angous                       |
| Espès-Undurein       | Arrast-Larrebieu                      | Moncayolle-Larrory-Mendibieu |
| Viodos-Abense-de-Bas | Berrogain-Laruns (par un quadripoint) |                              |

### Hydrographie

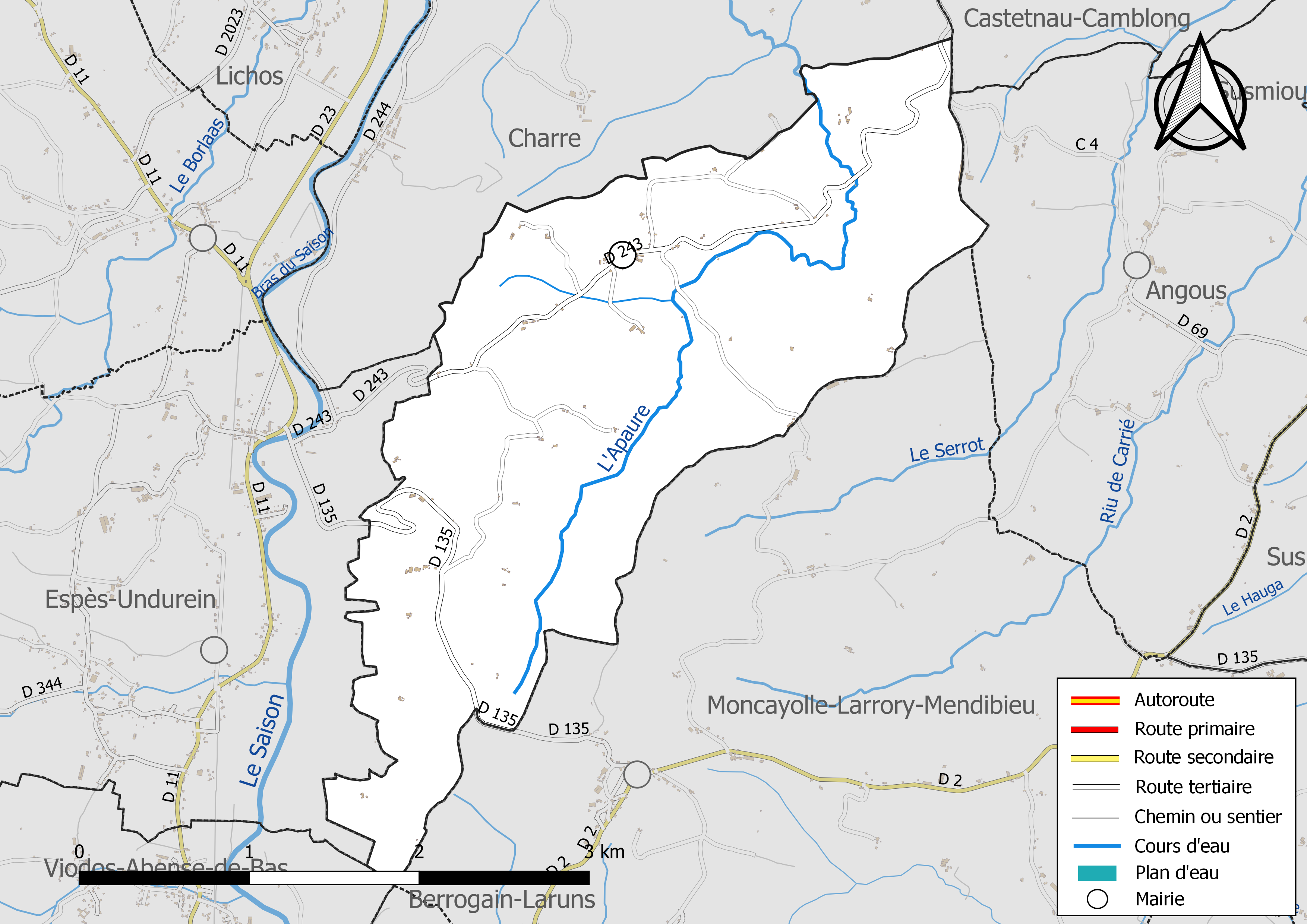
Réseaux hydrographique et routier d'Arrast-Larrebieu.

La commune est drainée par l'Apaure et par un petit cours d'eau, constituant un réseau hydrographique de 6 km de longueur totale,.
L'Apaure, d'une longueur totale de 11,2 km, prend sa source dans la commune et s'écoule du sud vers le nord. Il traverse la commune et se jette dans le Saison à Nabas, après avoir traversé 5 communes.

### Climat
Pour des articles plus généraux, voir Climat de la Nouvelle-Aquitaine et Climat des Pyrénées-Atlantiques.
Historiquement, la commune est exposée à un micro climat océanique basque.  
En 2020, Météo-France publie une typologie des climats de la France métropolitaine dans laquelle la commune est exposée à un climat de montagne et est dans la région climatique Pyrénées atlantiques, caractérisée par une pluviométrie élevée (>1 200 mm/an) en toutes saisons, des hivers très doux (7,5 °C en plaine) et des vents faibles.
Pour la période 1971-2000, la température annuelle moyenne est de 13,5 °C, avec une amplitude thermique annuelle de 13,6 °C. Le cumul annuel moyen de précipitations est de 1 318 mm, avec 11,7 jours de précipitations en janvier et 8,7 jours en juillet. Pour la période 1991-2020, la température moyenne annuelle observée sur la station météorologique la plus proche, située sur la commune de Saint-Gladie-Arrive-Munein à 12 km à vol d'oiseau, est de 14,3 °C et le cumul annuel moyen de précipitations est de 1 323,1 mm,. Pour l'avenir, les paramètres climatiques de la commune estimés pour 2050 selon différents scénarios d’émission de gaz à effet de serre sont consultables sur un site dédié publié par Météo-France en novembre 2022.

### Milieux naturels et biodiversité

#### Réseau Natura 2000
Le réseau Natura 2000 est un réseau écologique européen de sites naturels d'intérêt écologique élaboré à partir des Directives « Habitats » et « Oiseaux », constitué de zones spéciales de conservation (ZSC) et de zones de protection spéciale (ZPS).
Un site Natura 2000 a été défini sur la commune au titre de la « directive Habitats » : « le Saison (cours d'eau) », d'une superficie de 2 200 ha, un cours d'eau de très bonne qualité à salmonidés,.

## Urbanisme

### Typologie
Au 1er janvier 2024, Arrast-Larrebieu est catégorisée commune rurale à habitat très dispersé, selon la nouvelle grille communale de densité à sept niveaux définie par l'Insee en 2022.
Elle est située hors unité urbaine. Par ailleurs la commune fait partie de l'aire d'attraction de Mauléon-Licharre, dont elle est une commune de la couronne,. Cette aire, qui regroupe 21 communes, est catégorisée dans les aires de moins de 50 000 habitants,.

### Occupation des sols

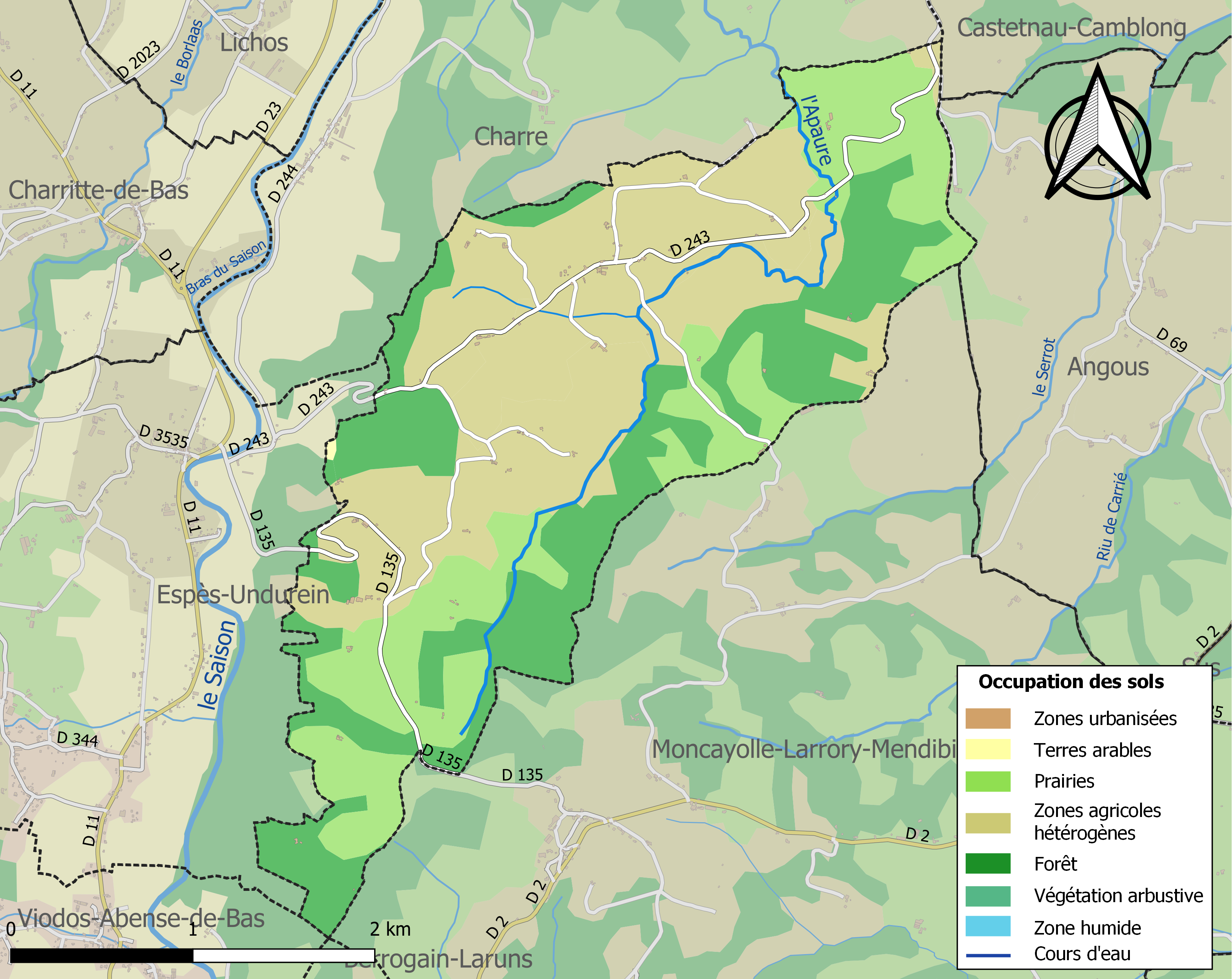
Carte des infrastructures et de l'occupation des sols de la commune en 2018 (CLC).

L'occupation des sols de la commune, telle qu'elle ressort de la base de données européenne d’occupation biophysique des sols Corine Land Cover (CLC), est marquée par l'importance des territoires agricoles (70,2 % en 2018), en augmentation par rapport à 1990 (68,8 %). La répartition détaillée en 2018 est la suivante : 
zones agricoles hétérogènes (44,9 %), forêts (29,8 %), prairies (25,2 %), terres arables (0,1 %). L'évolution de l’occupation des sols de la commune et de ses infrastructures peut être observée sur les différentes représentations cartographiques du territoire : la carte de Cassini (XVIIIe siècle), la carte d'état-major (1820-1866) et les cartes ou photos aériennes de l'IGN pour la période actuelle (1950 à aujourd'hui).

### Lieux-dits et hameaux
Trois quartiers composent la commune d'Arrast-Larrebieu :

#### Arrast
- Ürrüstoi (Arrast en français)

#### Larrebieu
- Larrabile (Larrebieu en français)
- Bürgeta.

### Risques majeurs
Le territoire de la commune d'Arrast-Larrebieu est vulnérable à différents aléas naturels : météorologiques (tempête, orage, neige, grand froid, canicule ou sécheresse), inondations, feux de forêts et séisme (sismicité moyenne). Un site publié par le BRGM permet d'évaluer simplement et rapidement les risques d'un bien localisé soit par son adresse soit par le numéro de sa parcelle.
Certaines parties du territoire communal sont susceptibles d’être affectées par le risque d’inondation par une crue torrentielle ou à montée rapide de cours d'eau, notamment l'Apaure. La commune a été reconnue en état de catastrophe naturelle au titre des dommages causés par les inondations et coulées de boue survenues en 1982, 1983 et 2009,.
Arrast-Larrebieu est exposée au risque de feu de forêt. En 2020, le premier plan de protection des forêts contre les incendies (PDPFCI) a été adopté pour la période 2020-2030. La réglementation des usages du feu à l’air libre et les obligations légales de débroussaillement dans le département des Pyrénées-Atlantiques font l'objet d'une consultation de public ouverte du 16 septembre au 7 octobre 2022,.

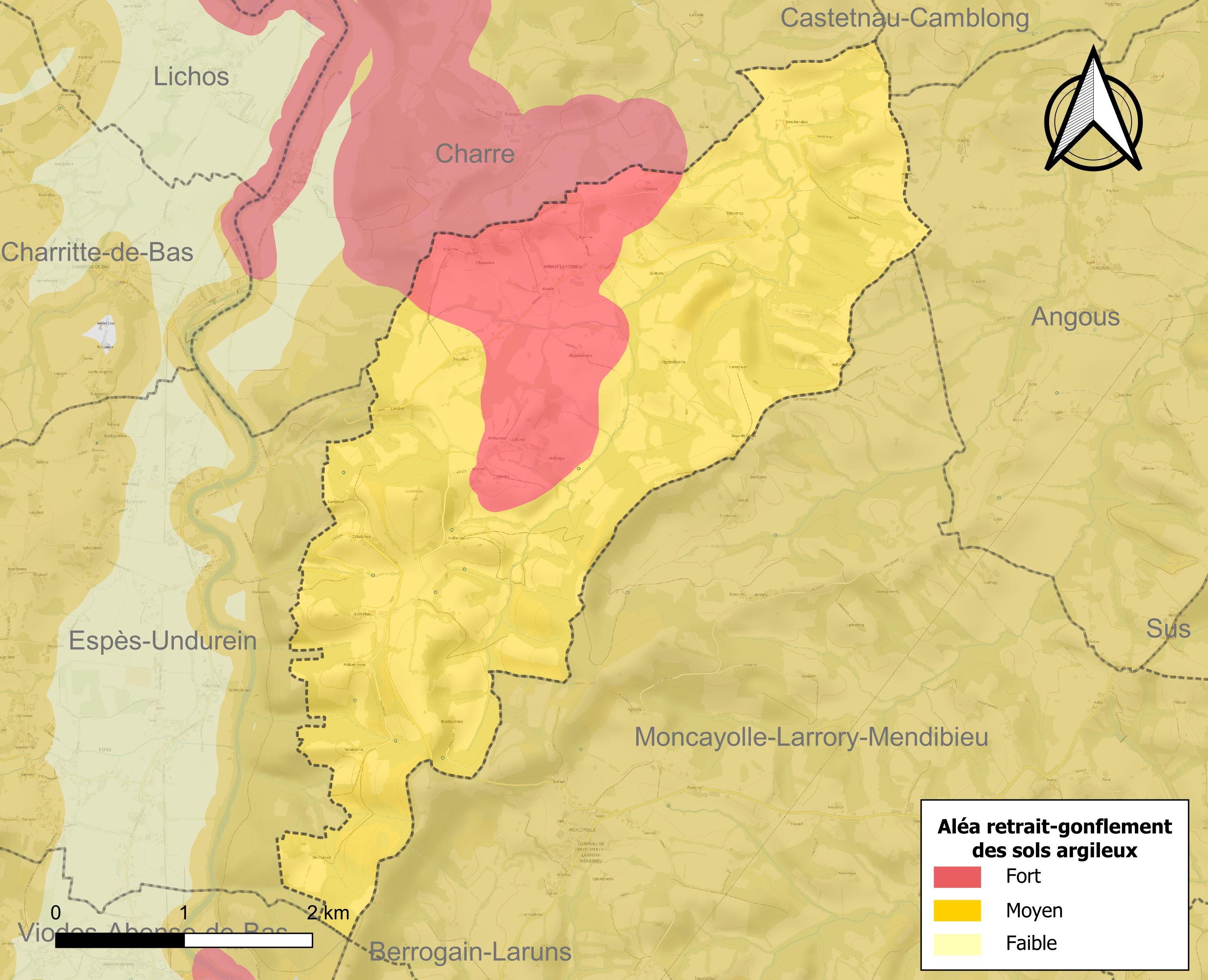
Carte des zones d'aléa retrait-gonflement des sols argileux d'Arrast-Larrebieu.

Le retrait-gonflement des sols argileux est susceptible d'engendrer des dommages importants aux bâtiments en cas d’alternance de périodes de sécheresse et de pluie. La totalité de la commune est en aléa moyen ou fort (59 % au niveau départemental et 48,5 % au niveau national). Depuis le 1er octobre 2020, en application de la loi ELAN, différentes contraintes s'imposent aux vendeurs, maîtres d'ouvrages ou constructeurs de biens situés dans une zone classée en aléa moyen ou fort,.

## Toponymie

### Attestations anciennes
Le toponyme Arrast est mentionné au XIVe siècle dans le cartulaire de Bayonne et en 1690, année où il apparaît également sous les formes larast et larrast.
Jean-Baptiste Orpustan indique que la forme basque d'Arrast est parfois donnée avec le déterminant Ürrüxtoia qui signifie « la coudraie ».
Le toponyme Larrebieu apparaît sous la forme Larrebiu (1384, notaires de Navarrenx et 1690). 
Orpustan souligne que larrabil désigne une « lande arrondie, ramassée ».

### Graphie basque
Son nom basque actuel est Ürrüstoi-Larrabile.

## Histoire
Paul Raymond note que la commune comptait une abbaye laïque, vassale de la vicomté de Soule. Il y avait, pour être plus précis, deux maisons abbatiales à Arrast : la maison Aguerria (famille d'Aguerre) et la maison Abbadia (famille d'Abbadie).
La commune a été créée le 16 octobre 1842 par la réunion des communes d' Arrast et de Larrebieu.

## Politique et administration

### Liste des maires
| Période | Période  | Identité       | Étiquette | Qualité |
| ------- | -------- | -------------- | --------- | ------- |
| 1983    | 2014     | Julien Erbin   | UMP       |         |
| 2014    | En cours | Allande Davant | EHBAI     |         |

### Intercommunalité
La commune appartient à six structures intercommunales :
- la communauté d'agglomération du Pays Basque ;
- le syndicat AEP du Pays de Soule ;
- le syndicat d'assainissement du Pays de Soule ;
- le syndicat d'énergie des Pyrénées-Atlantiques ;
- le syndicat intercommunal de la Vallée ;
- le syndicat intercommunal pour le soutien à la culture basque.

## Population et société

### Démographie
Le nom des habitants est Ürrüstoitar.
L'évolution du nombre d'habitants est connue à travers les recensements de la population effectués dans la commune depuis 1793. Pour les communes de moins de 10 000 habitants, une enquête de recensement portant sur toute la population est réalisée tous les cinq ans, les populations de référence des années intermédiaires étant quant à elles estimées par interpolation ou extrapolation. Pour la commune, le premier recensement exhaustif entrant dans le cadre du nouveau dispositif a été réalisé en 2004.

En 2022, la commune comptait 92 habitants, en évolution de −2,13 % par rapport à 2016 (Pyrénées-Atlantiques : +3,78 %, France hors Mayotte : +2,11 %).
| 1793 | 1800 | 1806 | 1821 | 1831 | 1836 | 1841 | 1846 | 1851 |
| ---- | ---- | ---- | ---- | ---- | ---- | ---- | ---- | ---- |
| 216  | 212  | 154  | 191  | 176  | 200  | 323  | 308  | 292  |

| 1856 | 1861 | 1866 | 1872 | 1876 | 1881 | 1886 | 1891 | 1896 |
| ---- | ---- | ---- | ---- | ---- | ---- | ---- | ---- | ---- |
| 261  | 247  | 283  | 235  | 265  | 275  | 259  | 252  | 246  |

| 1901 | 1906 | 1911 | 1921 | 1926 | 1931 | 1936 | 1946 | 1954 |
| ---- | ---- | ---- | ---- | ---- | ---- | ---- | ---- | ---- |
| 263  | 251  | 258  | 242  | 225  | 215  | 201  | 203  | 198  |

| 1962 | 1968 | 1975 | 1982 | 1990 | 1999 | 2004 | 2006 | 2009 |
| ---- | ---- | ---- | ---- | ---- | ---- | ---- | ---- | ---- |
| 173  | 144  | 128  | 131  | 123  | 105  | 103  | 93   | 102  |

| 2014 | 2019 | 2022 | - | - | - | - | - | - |
| ---- | ---- | ---- | - | - | - | - | - | - |
| 96   | 95   | 92   | - | - | - | - | - | - |

De 1793 à 1836, la population indiquée ne reflète que celle d'Arrast, encore séparé de Larrebieu, dont la population durant cette même période est décrite ci-dessous.
| 1793 | 1800 | 1806 | 1821 | 1831 | 1836 |
| ---- | ---- | ---- | ---- | ---- | ---- |
| 148  | 134  | 145  | 136  | 118  | 124  |

## Économie
L'activité est tournée essentiellement vers l'agriculture (élevage et pâturages). La commune fait partie de la zone d'appellation de l'ossau-iraty.

## Culture locale et patrimoine

### Lieux et monuments

#### Patrimoine civil
Une enceinte à parapet de terre (place forte protohistorique) s'élève à 282 mètres au lieu-dit Gazteluxaga, témoignant du passé ancien de la commune.

#### Patrimoine religieux
L’église Sainte-Lucie date de la fin du XIXe siècle. Elle possède un clocher-mur dit trinitaire ou souletin c'est-à-dire que la crête du mur, percé de baies où tintent les cloches, s'y achèvent par trois grandes pointes à peu près d'égale hauteur, figurant la Trinité. L'église recèle une croix de procession.

### Personnalités liées à la commune
- Famille d'Abbadie d'Arrast, descendants en ligne féminine d'abbés laïques, ils sont à l'origine de la construction de divers châteaux (château d'Abbadia à Hendaye, d'Elorriaga à Ciboure).
- Jean-Louis Davant, né le 5 juillet 1935 à Arrast-Larrebieu, est un écrivain, poète, bertsolari et pastoralari. En historien, il a écrit le livre qui fait référence : Histoire du Peuple basque (dans la collection Elkar Histoire - 1re réédition 1977) ainsi que : Le "problème basque" en 20 questions. Il fut désigné membre correspondant d'Euskaltzaindia, l'académie de la langue basque, le 24 septembre 1965, membre titulaire le 28 février 1975, et membre émérite depuis le 23 juillet 2010.